# Факудзе, Андреас
Андреас Факудзе (англ. Andreas Fakudze; ? — 2001) — свазилендский государственный и военный деятель, исполняющий обязанности Премьер-министра Свазиленда (25 октября — 4 ноября 1993), педагог.

## Биография
Бывший генерал Сил обороны Свазиленда. В 1993 году после парламентских выборов в стране и отставки Обеда Мфаньяна Дламини король Мсвати III назначил Андреаса Факудзе исполняющим обязанности премьер-министра. Через неполный месяц его сменил Джеймсон Мбилини Дламини.
В 2010 году получил степень магистра в области практического богословия, общественного развития и теологии. Работал преподавателем, доцентом в Институте Cornerstone.